# Soziedad Alkoholika
Soziedad Alkoholika, abreviat habitualment com S.A., és un grup de música basc que va ser fundat a Vitòria el 1988. El seu estil musical és definit normalment com a crossover thrash i en les seves lletres solen criticar amb fermesa el militarisme, el feixisme, el racisme o el sexisme, entre altres temes.

## Història
Soziedad Alkoholika va néixer l'any 1988 a Vitòria, amb Juan com a vocalista, Jimmy i Oscar a les guitarres, Roberto a la bateria i Iñaki al baix. Inicialment van decidir anomenar-se Amonal, nom que va haver de canviar-se al coincidir amb el d'una altra banda. El 1990 Oscar va deixar el grup i es va incorporar Pedro, que uns anys després va deixar el grup substituït per Jabi per centrar-se exclusivament en la discogràfica Mil a Gritos Records creada pel propi grup. A finals del 1996 Pirulo va substituir Iñaki al baix. El seu disc Ratas, l'any 1995, va ser disc d'or, amb més de 50.000 còpies venudes a l'estat espanyol). Al llarg de la seva carrera han venut més de 350.000 discs.
Des de l'any 2002, la pressió de l'Associació de Víctimes del Terrorisme (AVT) i d'altres organitzacions reaccionàries, com el Partit Popular, han aconseguit que una gran quantitat de concerts del grup hagin estat cancel·lats, i inclús El Corte Inglés va arribar a retirar temporalment els discs que tenia a la venda del grup. El maig de l'any 2004 l'AVT va presentar una denúncia contra el grup per un suposat delicte d'enaltiment del terrorisme d'ETA en cançons com «Explota zerdo» i «Síndrome del norte». El setembre del mateix any el jutge Baltasar Garzón va arxivar les diligències obertes. Al febrer del 2005 va rebutjar un nou recurs contra el grup i va acordar el lliure i consegüent arxivament de les actuacions obertes contra Soziedad Alkoholika. Tot i això, l'AVT va presentar un altre recurs que va ser estimat per l'Audiència Nacional el desembre del 2005, i el gener de 2006 el jutge Fernando Grande-Marlaska va ordenar que es continués la tramitació de la causa. Marlaska també va arxivar el cas però la seva decisió va ser revocada per la Sala Penal.
El grup ha assegurat en nombroses ocasions abans i durant aquesta polèmica que mai no ha donat suport a ETA. El novembre del 2006 van ser jutjats i finalment absolts del delicte d'enaltiment del terrorisme. El desembre del 2006 van editar el DVD titulat Corrosiva! mantenint-se diverses setmanes entre els més venuts de l'Estat espanyol i arribant a ocupar el segon lloc a la llista oficial de vendes Promusicae.
Durant el concert que el grup va fer l'1 d'agost de 2009 al festival Petróleo Rock es va anunciar que el guitarrista Jabi abandonava la formació després d'estar-hi 12 anys. A finals del 2012 el bateria Roberto Castresana va deixar temporalment de tocar amb el grup per a recuperar-se d'una lesió a l'espatlla. Malgrat intentar diversos tractaments i comprovant que la recuperació s'allargava massa, a l'agost del 2014 va prendre la decisió de deixar definitivament el grup. Així el seu substitut Alfred Berengena va a passar a ser el bateria oficial del grup fins al 2024.

## Discografia

### Àlbums
| Any  | Nom                              | Discogràfica         | Format         | Observacions |
| ---- | -------------------------------- | -------------------- | -------------- | --- |
| 1990 | Intoxikazión etílika             | DDT                  | maqueta        | Conté la coneguda cançó «S.H.A.K.T.A.L.E.» (Siempre Hay Alguien Ke Te Amarga La Existencia). |
| 1991 | Soziedad Alkoholika              | Overdrive            | CD/LP          | |
| 1992 | Feliz Falsedad                   | Overdrive            | EP             | Dedicat al «consum en què vivim i a la hipocresia que es viu en aquestes dates». |
| 1993 | Y ese que tanto habla...         | Oihuka               | CD/LP          | |
| 1995 | Ratas                            | Mil A Gritos Records | CD/LP          | Primer disc que van editar amb seu propi segell, Mil A Gritos Records. Disc d'or amb més de 50.000 còpies venudes. |
| 1996 | Diversiones...?                  | Mil A Gritos Records | CD/LP          | Totes les cançons són versions d'altres grups. |
| 1997 | No intente hacer esto en su casa | Mil A Gritos Records | CD/LP          | |
| 1999 | Directo                          | Mil A Gritos Records | CD             | Primer disc gravat amb el guitarrista Jabi. La cançó «Ariel ultra» està dedicada a Aitor Zabaleta, un jove assassinat uns dies abans després d'un partit de futbol entre l'Atlètic de Madrid i la Reial Societat a Madrid. |
| 2000 | Polvo en los ojos                | Mil A Gritos Records | CD             | |
| 2003 | Tiempos oscuros                  | Locomotive           | CD             | |
| 2008 | Mala sangre                      | Roadrunner Records   | CD             | Primer àlbum editat amb la discogràfica Roadrunner Records i que es va presentar a l'Acampada Jove. |
| 2009 | Sesión #2                        | Roadrunner Records   | CD             | Regrabació del seu disc debut amb tres cançons de la maqueta Intoxikazión etílika. |
| 2011 | Cadenas de odio                  | Boa Music            | CD/LP          | |
| 2013 | Caucho ardiendo                  | Noise                | Digital        | EP de 4 cançons distribuït en format digital. |
| 2017 | Sistema antisocial               | Maldito Records      | CD/LP          | Publicat el 3 de març en commemoració de la massacre de Vitòria de 1972. |
| 2024 | Confrontación                    | Maldito Records      | CD/LP/Digipack | Primer disc amb Mikel Gómez a la bateria. |